# 泉州公交K208路
泉州公交K208路是中华人民共和国泉州市境内的一条公共交通线路，全程30.7公里。起讫点为福厦铁路泉州站至洪濑车站，运营时间为福厦铁路泉州站：6:20-17:50；洪濑车站：7:30-19:00

## 历史
- 在2013年编制的《环泉州湾公交发展规划》中，K208路被设定为自福厦高铁泉州站始发，途经九日山、康美大桥至洪濑镇区的线路。但因康美大桥被鉴定为危桥后长期无修缮迹象，致使该线无法开通运营。
- 2019年9月5日，市道管处正式批复K208路开线申请。途经路段由康美大桥变更为兰青大桥，其余不变。[1]
- 2019年9月16日，市发改委批复K208路票价规则。[2]
- 2019年10月1日，泉州公交集团发布开通K208路预告。[3]
- 2019年10月8日，K208路正式开通。初期运行区间为福厦高铁泉州站-洪濑车站。初期运行时间为福厦高铁泉州站：6:30-17:00；洪濑车站：7:50-18:30。使用车辆为自K701路退下的2部金旅XML6805JEVY0C1型空调电动巴士。初期票价全程¥5.0/人[4]
- 2020年1月27日，为配合南安市交通局关于新型冠状病毒肺炎防控要求。K208路自当日0:00起暂停运行至2月17日。[5][6]
- 2020年2月18日，K208路自该日起恢复运营。
- 2020年6月29日，K208路增加2部XML6805JEVY0C1，配车数增加至4部。班次间隔由平均90分钟/班缩短至30-100分钟/班[7]
- 2020年9月14日，因S215金鸡桥路段半幅施工，K208路自该日起临时取消途径站前南北大道、北清西路、S215丰州至亿达工业区等站。改为途径站前东西大道至杏埔桥头北站后原线行驶。[8]
- 2020年10月，K208路恢复原线行驶。取消途径站前东西大道。
- 2021年6月9日，K208路接手并更换自202路退下的4部宇通ZK6805BEVG13型空调电动巴士。原配4部XML6805JEVY0C1闲置。
- 2021年9月15日，应南安市交通运输局《关于全市客运班线和公交线路暂停运营的通告》的要求。K208路自当日18:00起暂停运营至10月5日。[9]
- 2021年10月6日，K208路自该日起恢复运营。[10]
- 2021年11月5日，因S307金鸡桥、S312洪濑大桥拆除重建封闭施工影响。K208路自该日起取消途径北清西路、S307丰州至杏埔桥头北段、X305后美宅至西林村口段。改为途径黄龙大桥、江滨南路、杏埔桥至杏埔桥头，以及雪梅大道、西林村路、旧洪濑大桥、江滨东路至洪濑桥头后原线行驶。[11]
- 2022年3月15日，因疫情防控工作需要，K208路自该日起暂停运营至4月18日。[12]
- 2022年4月19日，K208路恢复运营。[13]
- 2023年7月15日，自该日起K208路恢复途径后美宅、西林村口。运营时间调整为福厦铁路泉州站6:20-17:50、洪濑车站7:30-19:00。并增加2部自K702路划拨而来的ZK6805BEVG13，班次间隔缩短为20-40分钟。
- 2023年7月27日，受台风杜苏芮影响，K208路自当日16:00起暂停运营，后因洪濑镇区内涝严重，推迟至8月1日恢复运营。[14]
- 2025年8月19日，因黄龙北大道西华大街路口下穿隧道施工，K208路自该日起双向临时取消途径霞美站。[15]

## 站点
| 路线 | 路线 | 路线 | 所在地区、街道 | 所在地区、街道             | 站点名               | 备注                    |
| ---- | ---- | ---- | -------------- | -------------------------- | -------------------- | ----------------------- |
|      |      |      | 丰泽区         | 联丰大街 原 站前东西大道   | 福厦铁路泉州站       | 起讫站                  |
|      |      |      | 丰泽区         | 黄龙北大道 原 站前南北大道 | 黄龙大桥头           |                         |
|      |      |      | 丰泽区         | 北清西路                   | 见龙亭小区南门       | 原名 杏后路口           |
|      |      |      | 丰泽区         | 北清西路                   | 糖房                 |                         |
|      |      |      | 南安市         | 丰州路 S215/S307           | 丰州                 |                         |
|      |      |      | 南安市         | 丰州路 S215/S307           | 侨中路路口           | 原名 丰州镇政府         |
|      |      |      | 南安市         | 丰州路 S215/S307           | 九日山               | 分段点                  |
|      |      |      | 南安市         | 丰州路 S215/S307           | 后田路口             |                         |
|      |      |      | 南安市         | 丰州路 S215/S307           | 亿达工业区           |                         |
|      |      |      | 南安市         | S215/S307                  | 杏埔桥头北           |                         |
|      |      |      | 南安市         | S215/S307                  | 石砻                 |                         |
|      |      |      | 南安市         | S215/S307                  | 石砻中学（↓）        | 九峰寺路口（↑）         |
|      |      |      | 南安市         | S215/S307                  | 素雅工业区           |                         |
|      |      |      | 南安市         | S215/S307                  | 草埔                 | 原名 草埔工业区、玉湖村 |
|      |      |      | 南安市         | 兰田村道                   | 兰田村               |                         |
|      |      |      | 南安市         | 兰田村道                   | 兰田村部             |                         |
|      |      |      | 南安市         | 兰田村道                   | 兰青桥头             | 分段点                  |
|      |      |      | 南安市         | 南洪路 （S213）            | 青山                 |                         |
|      |      |      | 南安市         | 南洪路 （S213）            | 七中                 | 康美中学                |
|      |      |      | 南安市         | 南洪路 （S213）            | 闽南科技学院康美校区 |                         |
|      |      |      | 南安市         | 南洪路 （S213）            | 康美镇政府           |                         |
|      |      |      | 南安市         | 南洪路 （S213）            | 鞋业基地             |                         |
|      |      |      | 南安市         | 南洪路 （S213）            | 梅元南               |                         |
|      |      |      | 南安市         | 南洪路 （S213）            | 雪峰路口             | 原名 雪峰               |
|      |      |      | 南安市         | 南洪路 （S213）            | 后美宅               |                         |
|      |      |      | 南安市         | 南洪路 （S213）            | 西林村路口           |                         |
|      |      |      | 南安市         | 东大路 （S215）            | 洪濑桥头             |                         |
|      |      |      | 南安市         | 东大路 （S215）            | 洪濑车站             | 起迄站                  |

## 票价
K208路为分段计价，全程票价¥5.0。其中：
- 福厦铁路泉州站至九日山：1元/人
- 九日山至兰青桥头：2元/人
- 兰青桥头至洪濑车站：2元/人
- 泉通卡普通卡9折，月票卡优惠无效，敬老卡、爱心卡有效
- 可使用泉城通APP或支付宝、云闪付、微信乘车码支付

## 配车
K208路配车数总计6部，其中：
- 宇通ZK6805BEVG13 6部

- 金旅XML6855JEVW0C
（2019.10 - 2021.6）
- 宇通ZK6805BEVG13
（2021.6 - ）

## 相关
- 泉州公交线路列表